# اوکاتون (داکوتای جنوبی)
اوکاتون(به انگلیسی: Okaton) شهری در ایالت داکوتای جنوبی کشور ایالات متحده آمریکا است که جمعیت آن در سرشماری سال ۲۰۱۰ میلادی، ۳۶ نفر بوده‌است.